# Leslie Egnot
Leslie Jean Egnot (Greenville, Estados Unidos, 28 de enero de 1963) es una deportista neozelandesa que compitió en vela en la clase 470.
Participó en dos Juegos Olímpicos de Verano, en los años 1992 y 1996, obteniendo una medalla de plata en Barcelona 1992, en la clase 470 (junto con Janet Shearer). Ganó una medalla de plata en el Campeonato Mundial de 470 de 1989.
En 1996 fue nombrada oficial de la Orden del Mérito de Nueva Zelanda (ONZM).

## Palmarés internacional
| \| Juegos Olímpicos \| Juegos Olímpicos \| Juegos Olímpicos \| Juegos Olímpicos \| \| Año \| Lugar \| Medalla \| Clase \| \| ------------------ \| ------------------ \| ---------------- \| ---------------- \| \| 1992 \| Barcelona (España) \| Medalla de plata \| 470 \| \| Campeonato Mundial \| \| \| \| \| Año \| Lugar \| Medalla \| Clase \| \| 1989 \| Tsu (Japón) \| Medalla de plata \| 470 \| |                    |                  |       |
| Juegos Olímpicos |                    |                  |       |
| Año | Lugar              | Medalla          | Clase |
| 1992 | Barcelona (España) | Medalla de plata | 470   |
| Campeonato Mundial |                    |                  |       |
| Año | Lugar              | Medalla          | Clase |
| 1989 | Tsu (Japón)        | Medalla de plata | 470   |